# Acipenser persicus
Acipenser persicus је зракоперка из реда Acipenseriformes и фамилије Acipenseridae. 

## Угроженост
Ова врста се сматра угроженом.

## Распрострањење
Ареал врсте покрива средњи број држава. 
Врста има станиште у Русији, Турској, Казахстану, Ирану, Азербејџану, Грузији и Туркменистану.

## Станиште
Станиште врсте су слатководна подручја и мора. 
Врста Acipenser persicus је присутна на подручју Каспијског језера, Црног мора, и слатководних притока.